# Franz Naegele
 Der er for få eller ingen kildehenvisninger i denne artikel, hvilket er et problem. Du kan hjælpe ved at angive troværdige kilder til de påstande, som fremføres i artiklen.

Franz Karl Naegele (født 12. juli 1778 i Düsseldorf, død 21. januar 1851 i Heidelberg) var en tysk fødselshjælper.
Naegele tog doktorgraden i Bamberg, praktiserede i Barmen og blev 1807 ekstraordinær professor i Heidelberg, ordentlig professor 1810 og direktør for fødselsstiftelsen. Når Nägeli er blandt grundlæggerne af den moderne obstetrik, skyldes det hans arbejder over de skråt- og påtværsforsnævrede bækkener, over bækkenets hældningsvinkel, over svangerskabets varighed og over fødselsmekanikken. Sine erfaringer nedlagde han i Das schräg verengte Becken, nebst einem Anhange über die wichtigsten Fehler des weiblichen Beckens überhaupt (I 1839, II 1850). "Nägelis bækken", det ankylotisk skråt forsnævrede, omtales første gang i Heidelberger Klinischen Annalen (X, 1834). Desuden skrev han Ueber den Mechanismus der Geburt (1822), Das weibliche Becken (1825) og en lærebog for jordemødre. Han forbedrede fødselstangen ved at angive et nyt lukke til den.